# Cheilosia katara
Cheilosia katara is een vliegensoort uit de familie van de zweefvliegen (Syrphidae). De wetenschappelijke naam van de soort is voor het eerst geldig gepubliceerd in 1993 door Claussen & Vujic.